# Centrum Badań i Innowacji Pro-Akademia
Centrum Badań i Innowacji Pro-Akademia – organizacja pożytku publicznego i jednostka naukowa działająca na zasadach non-profit, założona w marcu 1996 roku z siedzibą w Konstantynowie Łódzkim. Centrum jest wydawcą czasopisma naukowego Acta Innovations punktowanego przez Ministerstwo Nauki i Szkolnictwa Wyższego. W 2013 roku Centrum uzyskało tytuł Krajowego Lidera Innowacji i Rozwoju w ogólnopolskim konkursie pod patronatem Komisji Europejskiej. Od 2007 roku Centrum pełni funkcję koordynatora Klastra Bioenergia dla Regionu, sieci innowacyjnej skupiającej ponad 75 przedsiębiorstw, jednostek naukowych, instytucji otoczenia biznesu i jednostek samorządu terytorialnego Polski Środkowej, działających na rzecz rozwoju energetyki zrównoważonej środowiskowo.
Od 2014 roku organizacja jest operatorem Centrum Transferu Technologii w obszarze Odnawialnych Źródeł Energii (CTT OZE). Centrum realizuje badania przemysłowe, prace rozwojowe i transfery technologii w obszarze energetyki zrównoważonej środowiskowo, efektywnego wykorzystania zasobów i ochrony środowiska.

## Cele
- realizacja przedsięwzięć na rzecz przedsiębiorców oraz na rzecz współpracy przedsiębiorców z instytucjami otoczenia biznesu oraz organizacjami badawczymi,
- wspieranie rozwoju społeczeństwa obywatelskiego,
- aktywizacja zawodowa i społeczna młodzieży i osób dorosłych,
- propagowanie profesjonalnego kształcenia menedżerskiego,
- prowadzenie badań ekonomicznych,
- świadczenie profesjonalnych usług szkoleniowych, doradczych i konsultingowych
- promocja gospodarcza w kraju i za granicą,
- wspieranie rozwoju przedsiębiorczości, nastawionej na kontakty z zagranicą i integrację europejską,
- ochrona środowiska oraz upowszechnianie zasad zrównoważonego rozwoju oraz społecznej odpowiedzialności biznesu[3].

## Formy działalności
Centrum realizuje swoje cele w ramach projektów, w których podejmuje następujące działania:
- badania, ewaluacje i analizy,
- szkolenia,
- doradztwo,
- publikacje,
- stypendia,
- zagraniczne wizyty studyjne,
- inwestycje[4].